# Kodomo no hi
Kodomo no hi (子供の日? lett. "giorno dei bambini") è una festività nazionale giapponese celebrata il 5 maggio (il quinto giorno del quinto mese del calendario gregoriano) che chiude la Golden Week. Il giorno viene dedicato al rispetto dell'indole dei bambini e per festeggiare la loro felicità. Sebbene questa festa sia dedicata a tutti i bambini, essa è in particolare celebrata per augurare buona salute ai figli maschi. La festa dedicata alle bambine cade invece il 3 di marzo, e si chiama Hinamatsuri. Dal 1948, con un provvedimento del governo giapponese, è una delle festività nazionali.

## Tango no Sekku
La festività, in origine, era conosciuta come Tango no Sekku (端午の節句?) e veniva celebrata il quinto giorno del quinto mese del calendario lunare (o calendario cinese). Quando il Giappone iniziò a utilizzare il calendario gregoriano la festività venne spostata al 5 maggio. Questa festività è celebrata anche in Cina, Taiwan, Hong Kong e Macao (dove prende il nome di Festa di Duanwu in cinese o Festa di Tueng Ng in cantonese), Corea (Dano) e in Vietnam (Tết Đoan Ngọ): in questi paesi viene rispettata la data tradizionale secondo il calendario lunare. La festività era in origine dedicata ai soli figli maschi, ma nel tempo fu modificata per festeggiare tutti i bambini.
Tan significa "inizio", mentre go indica il segno del Cavallo nell'Oroscopo cinese (che cade nel quinto mese del calendario lunare); Sekku significa "festa stagionale". In Giappone vengono festeggiati cinque sekku  (五節句?, gosekku): oltre al Tango si celebrano il Jinjitsu (7 gennaio), l'Hinamatsuri (3 marzo), Tanabata (7 luglio) e il Kiku no Sekku (9 settembre). Il Tango no Sekku segna l'inizio dell'estate e della stagione delle piogge.

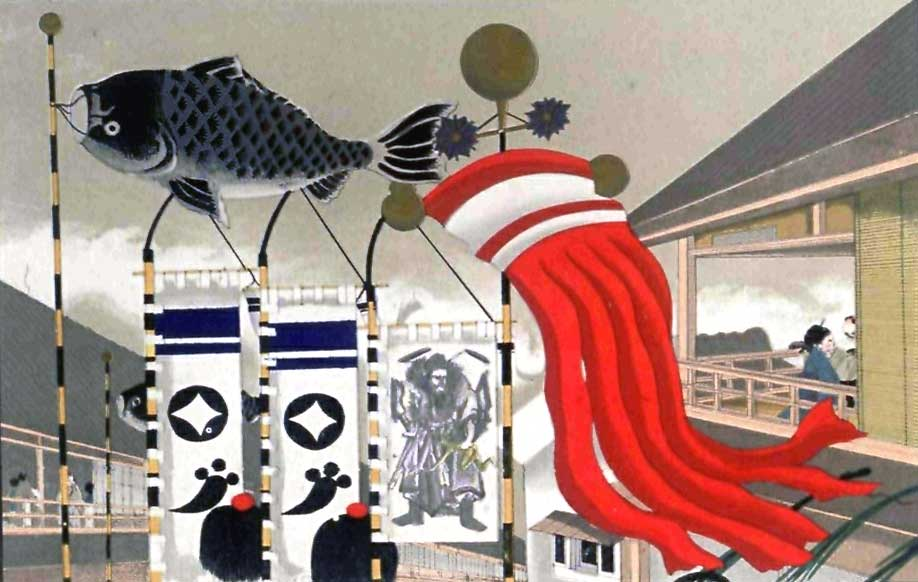
"Festa giapponese in onore della nascita dei bambini", foto tratta dal libro Sketches of Japanese Manners and Customs di J.M.W Silver, pubblicato a Londra nel 1867

Non si conosce con esattezza in quale era il Giappone iniziò a celebrare questa ricorrenza,  e si suppone sia stata introdotta durante il regno dell'Imperatrice Suiko (592—628). La data di celebrazione è stata cambiata al 5 maggio (rispettando il calendario gregoriano) dopo il Periodo Nara (710—794), quando ancora la festa si chiamava Tango no Sekku. Nel 1948 il governo giapponese cambiò il nome del Tango no Sekku in Kodomo no hi ed istituì la festa nazionale celebrata ancora oggi.

## Le koinobori e il kabuto
In occasione del Kodomo no hi le famiglie (in cui vi sono dei figli maschi) appendono le koinobori, delle maniche a vento decorate a forma di carpa giapponese. Ogni famiglia appende una o più koinobori (in certi casi con un disegno di Kintarō nell'atto di cavalcare la carpa). Nelle famiglie con figli maschi viene inoltre esposto un kabuto — il tradizionale elmetto militare giapponese — ed in alcuni casi si donano dei pupazzi di Kintarō ai figli maschi. Il kabuto, e le koinobori vengono esposti per auspicare che i figli crescano sani e forti (come Kintarō).

## Piatti tradizionali
Nel giorno del Kodomo no hi vengono serviti i kashiwa-mochi (mochi ripieni di anko avvolti in foglie di quercia) e i chimaki (pasta di riso glutinoso dolce avvolta in foglie di bambù).